# Аппер-Поттсгроув Тауншип (округ Монтгомері, Пенсільванія)
Аппер-Поттсгроув Тауншип (англ. Upper Pottsgrove Township) — селище (англ. township) в США, в окрузі Монтгомері штату Пенсільванія. Населення — 5870 осіб (2020).

## Демографія
Згідно з переписом 2010 року, у селищі мешкало 5315 осіб у 1858 домогосподарствах у складі 1486 родин. Було 1950 помешкань
Расовий склад населення:
| - 89,1 % — білих - 5,8 % — чорних або афроамериканців - 2,4 % — азіатів - 0,2 % — корінних американців - 0,1 % — вихідців з тихоокеанських островів |

До двох чи більше рас належало 2,0 %. Частка іспаномовних становила 2,7 % від усіх жителів.
За віковим діапазоном населення розподілялося таким чином: 26,2 % — особи молодші 18 років, 64,6 % — особи у віці 18—64 років, 9,2 % — особи у віці 65 років та старші. Медіана віку мешканця становила 38,0 року. На 100 осіб жіночої статі у селищі припадало 100,9 чоловіків;  на 100 жінок у віці від 18 років та старших — 97,6 чоловіків також старших 18 років.
Середній дохід на одне домашнє господарство  становив 96 514 долари США (медіана — 90 662), а середній дохід на одну сім'ю — 102 494 долари (медіана — 93 981). Медіана доходів становила 54 688 доларів для чоловіків та 53 603 долари для жінок. За межею бідності перебувало 1,9 % осіб, у тому числі 0,0 % дітей у віці до 18 років та 4,2 % осіб у віці 65 років та старших.
Цивільне працевлаштоване населення становило 2997 осіб. Основні галузі зайнятості: освіта, охорона здоров'я та соціальна допомога — 21,6 %, виробництво — 19,7 %, науковці, спеціалісти, менеджери — 10,2 %, фінанси, страхування та нерухомість — 9,8 %.